# Anna Lamberga Zeglio
Anna Lamberga Zeglio (São Paulo, 10 de agosto de 1906 — São Paulo, 12 de maio de 1993) foi uma política brasileira.

## Biografia
Filha dos imigrantes italianos Costantino Lamberga e Antonia Muotri, candidatou-se a deputada estadual pelo Partido Social Progressista (PSP) em 1950. Dois anos mais tarde, tornou-se a primeira mulher a exercer o cargo de vereadora em São Paulo, permanecendo na Câmara Municipal de 1952 até 1969 (a primeira mulher eleita para o cargo, em 1947, havia sido Elisa K. Abramovich, impedida de assumir). Representava sobretudo os bairros do Brás, Pari e Mooca.
Uma escola municipal que fica no bairro Cidade Tiradentes leva o seu nome.